# 皇太妃
皇太妃（こうたいひ）は、皇帝または天皇の生母で、前天皇の妃であった人の令制による呼称。同じく后であった人を皇太后、夫人であった人は皇太夫人と呼ばれる。

## 中国
北魏の霊皇后は孝明帝が即位すると皇太妃から皇太后となり、幼い孝明帝に代わって政治を行い、自らの命令を詔、自称を朕とし、群臣の上書には陛下と記させた。

## 日本
元明天皇は、天皇ではなく皇太子草壁皇子の妃であったが、息子の文武天皇の即位後、大宝律令により皇太妃とされた。元明天皇即位以降は正式に「皇太妃」とされた例が見られない。